# Trận Phai Khắt và Nà Ngần
Trận Phai Khắt và Nà Ngần ngày 25 và 26 tháng 12 năm 1944 là 2 trận đánh đầu tiên của đội Việt Nam Tuyên truyền Giải phóng quân, tiêu diệt 2 đồn nhỏ là đồn Phai Khắt và đồn Nà Ngần, do đích thân Võ Nguyên Giáp chỉ huy.
Làng Phai Khắt thuộc xã Tam Kim, huyện Nguyên Bình,tỉnh Cao Bằng. Đồn của Pháp ở đây có gần 20 binh lính do một đồn trưởng người Pháp là tên Simono chỉ huy. Năm giờ chiều ngày 25 tháng 12 năm 1944, các đội viên đội Việt Nam Tuyên truyền Giải phóng quân đóng giả lính khố xanh, do một viên đội "sếp" Thu Sơn dẫn đầu bất ngờ tập kích, bắt sống 17 lính trong đồn và một viên cai. Đúng lúc đó đồn trưởng người Pháp Simono cưỡi ngựa lên châu trở về cùng vài binh lính đi theo không mang súng. Một đội viên đã nổ súng giết chết tên đồn trưởng. Trận đánh diễn ra trong vòng mười phút.
Đồn Nà Ngần cách Phai Khắt khoảng 25 km, có 22 lính khố đỏ do hai sĩ quan người Pháp chỉ huy. Sáng sớm ngày 26 tháng 12, bộ đội Việt Minh cải trang làm lính dõng và lính tập, dùng trang phục của lính Pháp mới lấy được ở Phai Khắt tiến vào bắn chết 4 người và bắt sống số còn lại. Hai sĩ quan chỉ huy người Pháp không có mặt trong đồn vì đã đi lên tỉnh. Phần lớn tù binh được thả về quê quán. Hai mươi phút sau, bộ đội rút khỏi đồn mang theo nhiều chiến lợi phẩm.
Theo hồi ký Đại tướng Võ Nguyên Giáp và tài liệu quân sử QĐNDVN thì tại Nà Ngần, Việt Nam Tuyên truyền Giải phóng quân giết 5, bắt sống 37 quân nhân. Nhũng người này được cho lựa chọn hoặc theo Việt Nam Tuyên truyền Giải phóng quân hoặc phải trở về quê sinh sống. Đa số chọn về quê, được cấp giấy đi đường và một số tiền nhỏ.
Theo tài liệu Mật Thám Pháp, thì tại Nà Ngần 1 hạ sĩ Pháp bị bắt sống, và tất cả mười lăm quân nhân trong đồn bị cắt cổ chết . Việt Minh lấy được 40 súng trường, 2 súng ngắn, 3000 đồng bạc Đông Dương .